# Liste der Orte im Kreis Brăila

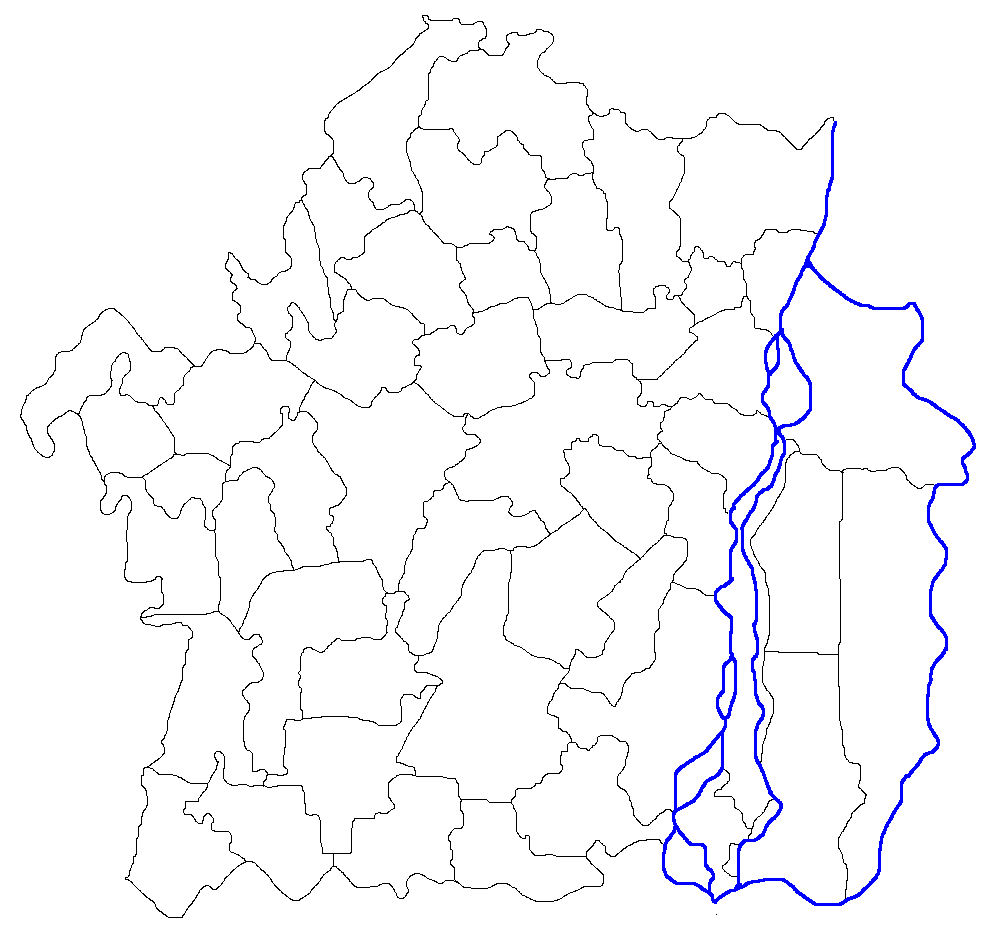
Gemeinden des Kreises Brăila

Der Kreis Brăila in Rumänien besteht aus offiziell 144 Ortschaften. Davon haben 5 den Status einer Stadt, 40 den einer Gemeinde. Die übrigen sind administrativ den Städten und Gemeinden zugeordnet.

## Städte
| - Brăila - Făurei | - Ianca | - Însurăței |

## Gemeinden
| - Bărăganul - Berteștii de Jos - Bordei Verde - Cazasu - Chiscani - Ciocile - Cireșu - Dudești - Frecăței - Galbenu - Gemenele - Grădiștea - Gropeni - Jirlău | - Mărașu - Măxineni - Mircea Vodă - Movila Miresii - Racovița - Râmnicelu - Romanu - Roșiori - Salcia Tudor - Scorțaru Nou - Siliștea - Stăncuța - Surdila-Găiseanca | - Surdila-Greci - Șuțești - Tichilești - Traian - Tudor Vladimirescu - Tufești - Ulmu - Unirea - Vădeni - Victoria - Vișani - Viziru - Zăvoaia |

## A
| - Agaua | - Albina | - Ariciu |

## B
| - Baldovinești - Băndoiu - Batogu | - Berlești - Berteștii de Sus - Boarca | - Brădeanca - Brateșu Vechi - Bumbăcari |

## C
| - Câineni-Băi - Căldărușa - Chichinețu - Chioibășești - Cistia - Colțea | - Comăneasca - Constantin Gabrielescu - Constantinești - Corbeni - Corbu Nou - Corbu Vechi | - Cotu Lung - Cotu Mihalea - Custura - Cuza Vodă (Salcia Tudor) - Cuza Vodă (Stăncuța) |

## D
| - Dedulești - Deșirați | - Drogu | - Dudescu |

## E
| - Esna |

## F
| - Făurei-Sat - Filipești | - Filiu | - Florica |

## G
| - Gara Ianca - Găvani | - Gulianca - Gura Călmățui | - Gura Gârluței - Gurguieți |

## H
| - Horia |

## I
| - Ibrianu | - Ionești |

## J
| - Jugureanu |

## L
| - Lacu Rezii - Lacu Sărat | - Lanurile - Latinu | - Lișcoteanca |

## M
| - Măgureni - Maraloiu - Mărtăcești | - Măru Roșu - Mihai Bravu - Mihail Kogălniceanu (Râmnicelu) | - Mihail Kogălniceanu (Șuțești) - Morotești - Muchea |

## N
| - Nedelcu | - Nicolae Bălcescu | - Nicolești |

## O
| - Oancea - Odăieni | - Olăneasca | - Oprișenești |

## P
| - Pântecani - Perișoru - Pietroiu | - Pitulați - Plăsoiu - Plopi | - Plopu - Polizești - Pribeagu |

## S
| - Salcia - Sătuc - Scărlătești | - Scorțaru Vechi - Sihleanu - Silistraru | - Spiru Haret - Stanca - Stoienești |

## T
| - Țăcău - Târlele Filiu | - Tătaru - Țepeș Vodă | - Titcov |

## U
| - Urleasca |

## V
| - Valea Călmățuiului - Valea Cânepii | - Vameșu - Vărsătura | - Voinești - Vultureni |

## Z
| - Zamfirești |